# Gisela de Baviera
Gisela de Baviera (o Giselle o Gizella) (Ratisbona, ca. 985 – Passau, 1033 or 1065) era una princesa alemanya, filla d'Enric II, duc de Baviera, i de Gisela de Borgonya.

## Vida
Va néixer el 985, tercera dels quatre fills de la parella formada pel duc de Baviera Enric II i la princesa Gisela de Borgonya, de qui prengué el nom. Va rebre una educació cristiana, en part a càrrec del sant bisbe Wolfgang de Ratisbona, conseller de la cort ducal.
Llavors Baviera i Hongria tenien conflictes fronterers amb freqüència. En morir Enric II el 995, va heretar el ducat el fill major Enric, el futur emperador Enric II; per evitar nous conflictes, es va acordar el matrimoni de Gisela amb l'hereu d'Hongria, el futur Esteve I d'Hongria. Van casar-se al castell de Wittelsbach cap al final de 995 o en començar 996 (o segons altres fonts, en 1008) com a part de la política hongaresa d'obertura a occident. Baviera signà la pau i, a canvi, els hongaresos van cedir el sud-est de Moràvia i la conca de Viena, a més d'acceptar l'evangelització del país. La frontera quedà fixada als rius Morava i Leitha i romangué estable durant nou segles.
La parella va tenir almenys tres fills: Otó, nascut abans de 1002; Esteve, Emeric d'Hongria, després canonitzat, Otó i Eduvigis, però tots van morir joves i sense descendència.

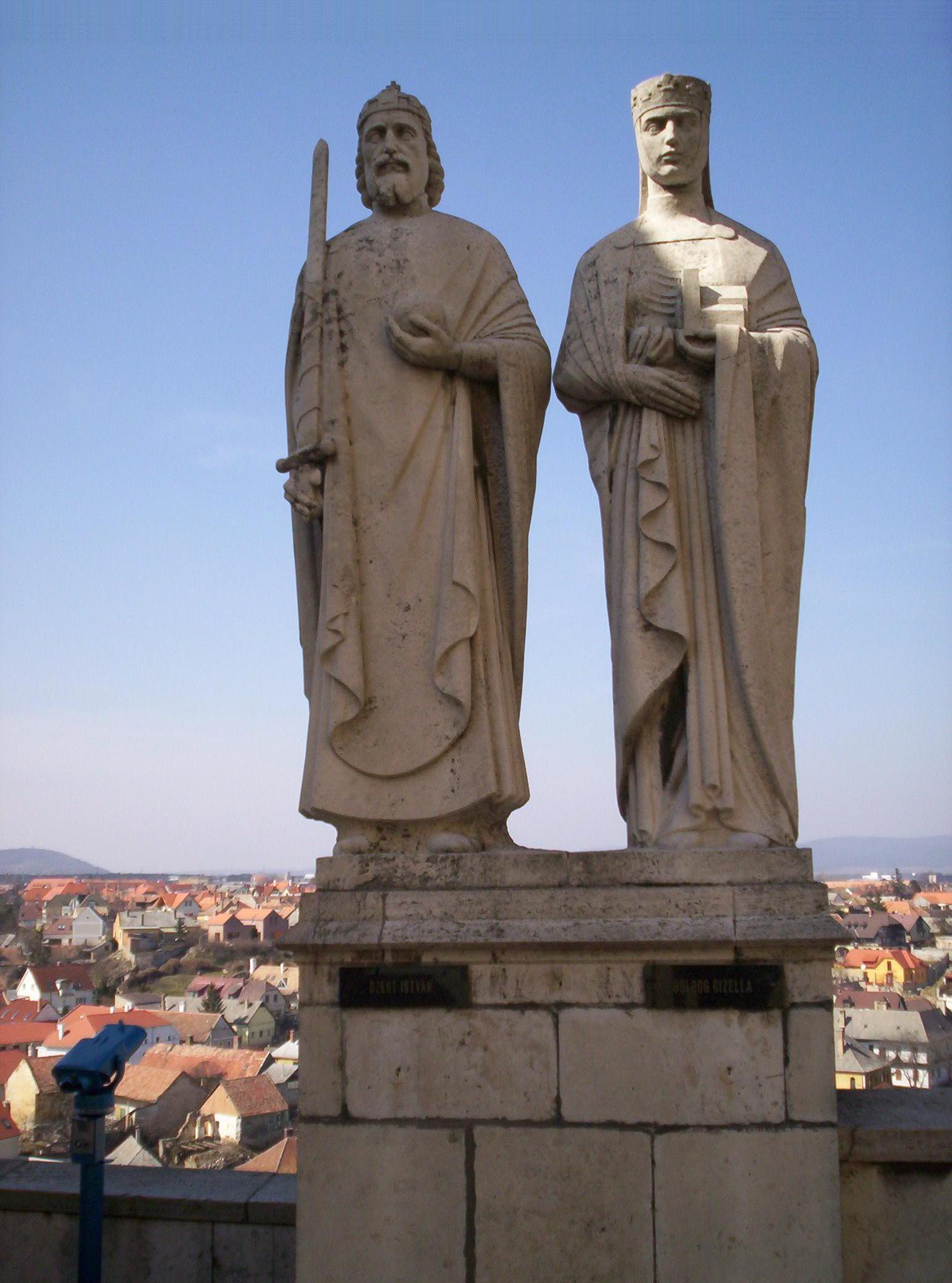
Estàtua del rei Esteve I d'Hongria i la seva esposa Gisela a Veszprém
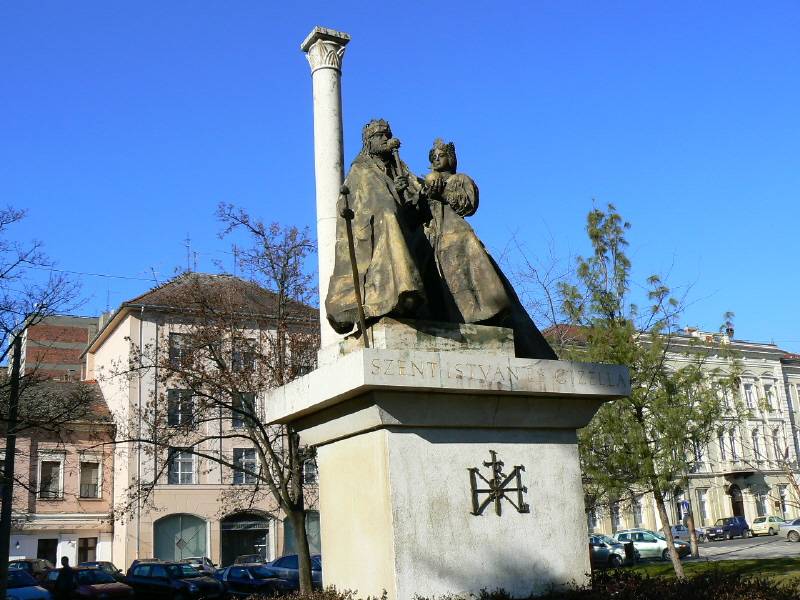
Estàtua d'Esteve i Gisela a Szeged, per Sándor Kligl

### Viduetat, mort i veneració
Va portar una vida respectable i va ajudar en la cristianització d'Hongria. En morir el seu espòs Esteve en 1038, el nou monarca, Pere I Ursèol, nebot del rei, li va permetre de quedar-se a la cort durant un temps, però després la va enviar fora, li tragué les seves propietats i la va tenir sota custòdia. Això va ser un factor més de descontentament entre el poble i els nobles, de manera que el 1041 el nou rei va ser deposat i al seu lloc va ser coronat Samuel Aba, casat amb una germana d'Esteve I. Aquest va morir el 1004 i llavors la reina va marxar a Baviera, retirant-se a viure al monestir de Niedernburg de Passau, on va morir cap al 1060 com a monja.
La seva tomba, al monestir de Niedernburg, va esdevenir un lloc de pelegrinatge i durant el segle xviii se'n va iniciar el procés de beatificació; això no obstant, no va ésser beatificada fins al 1975.

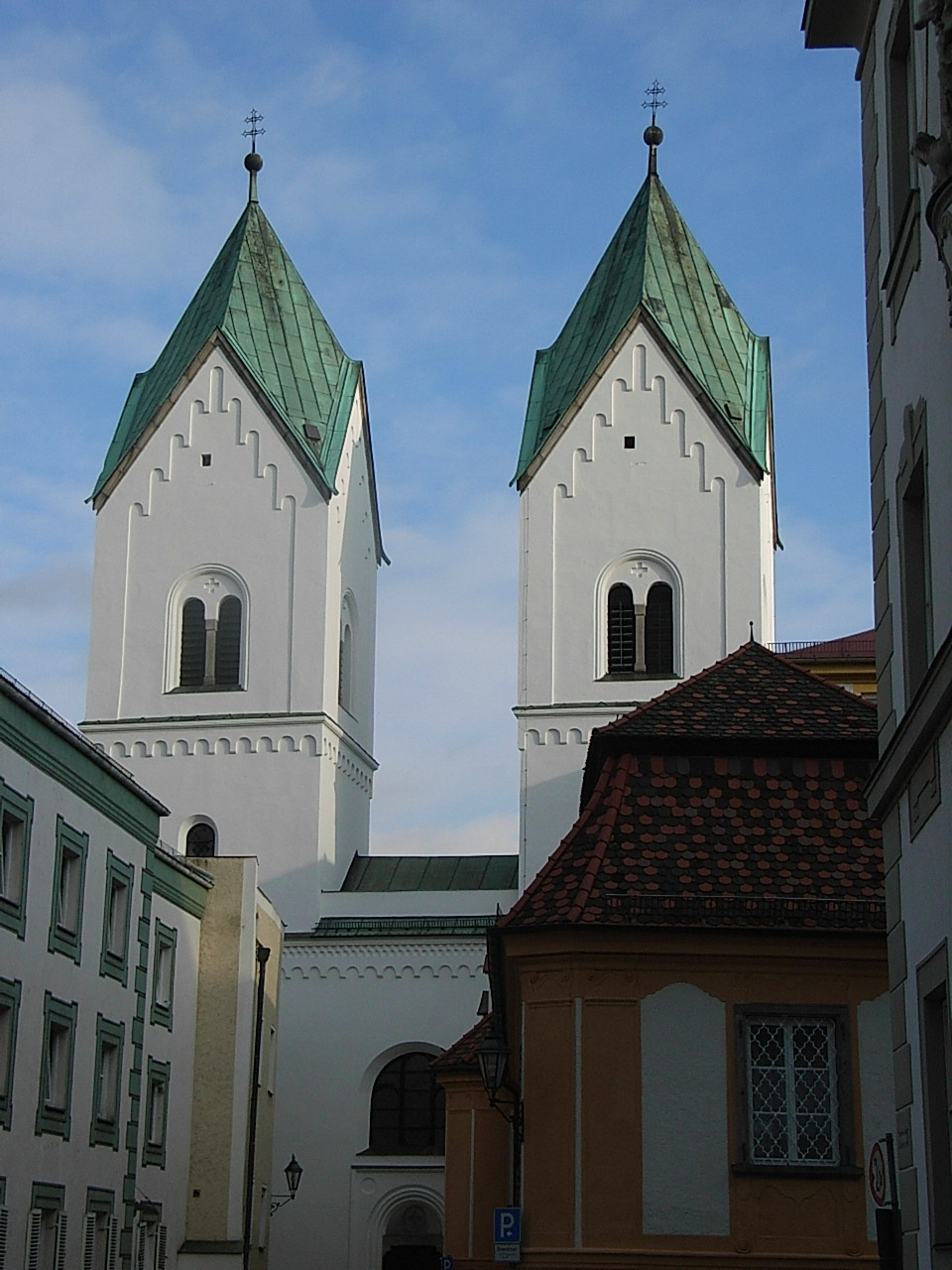
Monestir de Niedernburg (Passau)
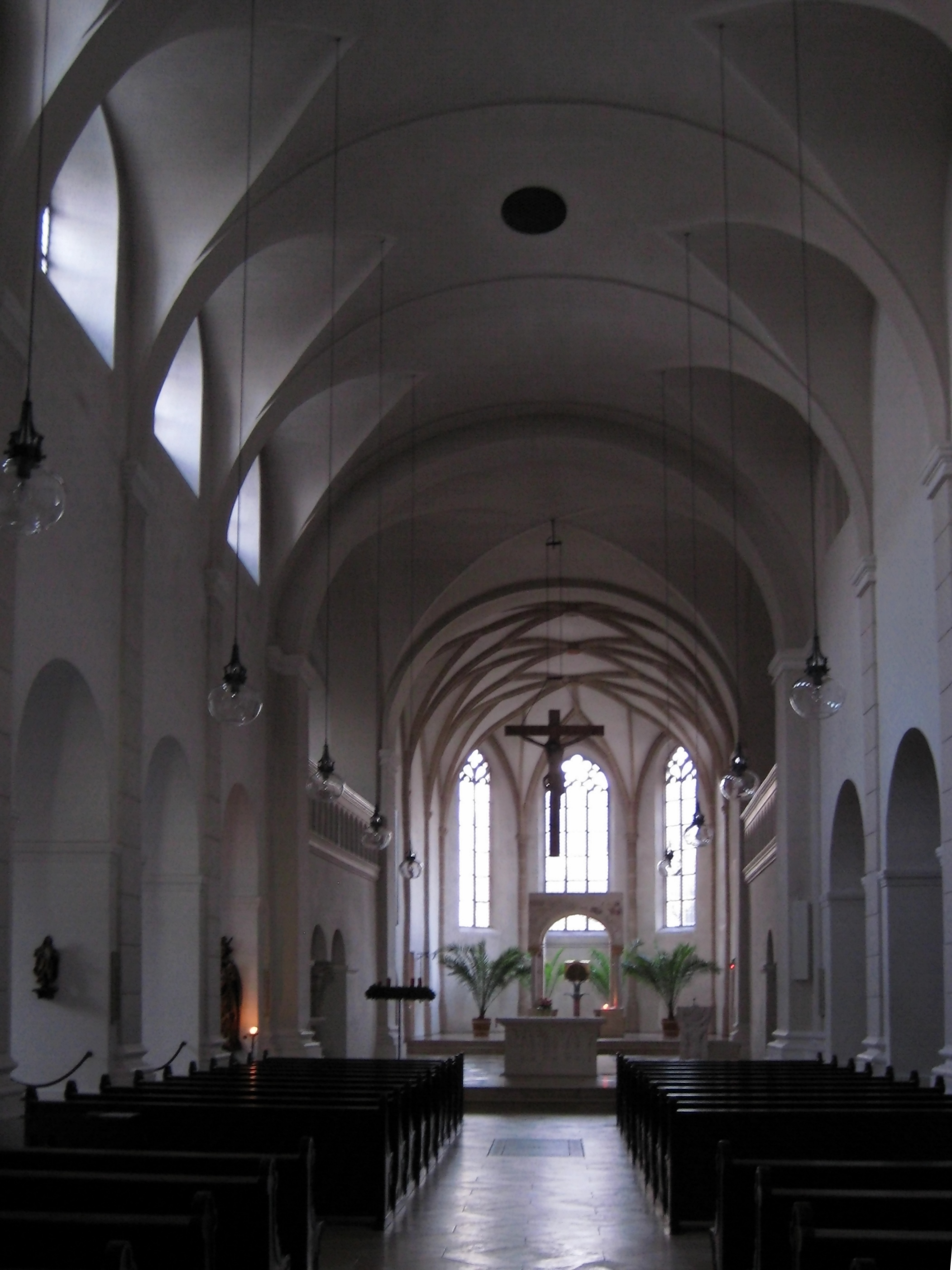
Església del monestir de Niedernburg (Passau)
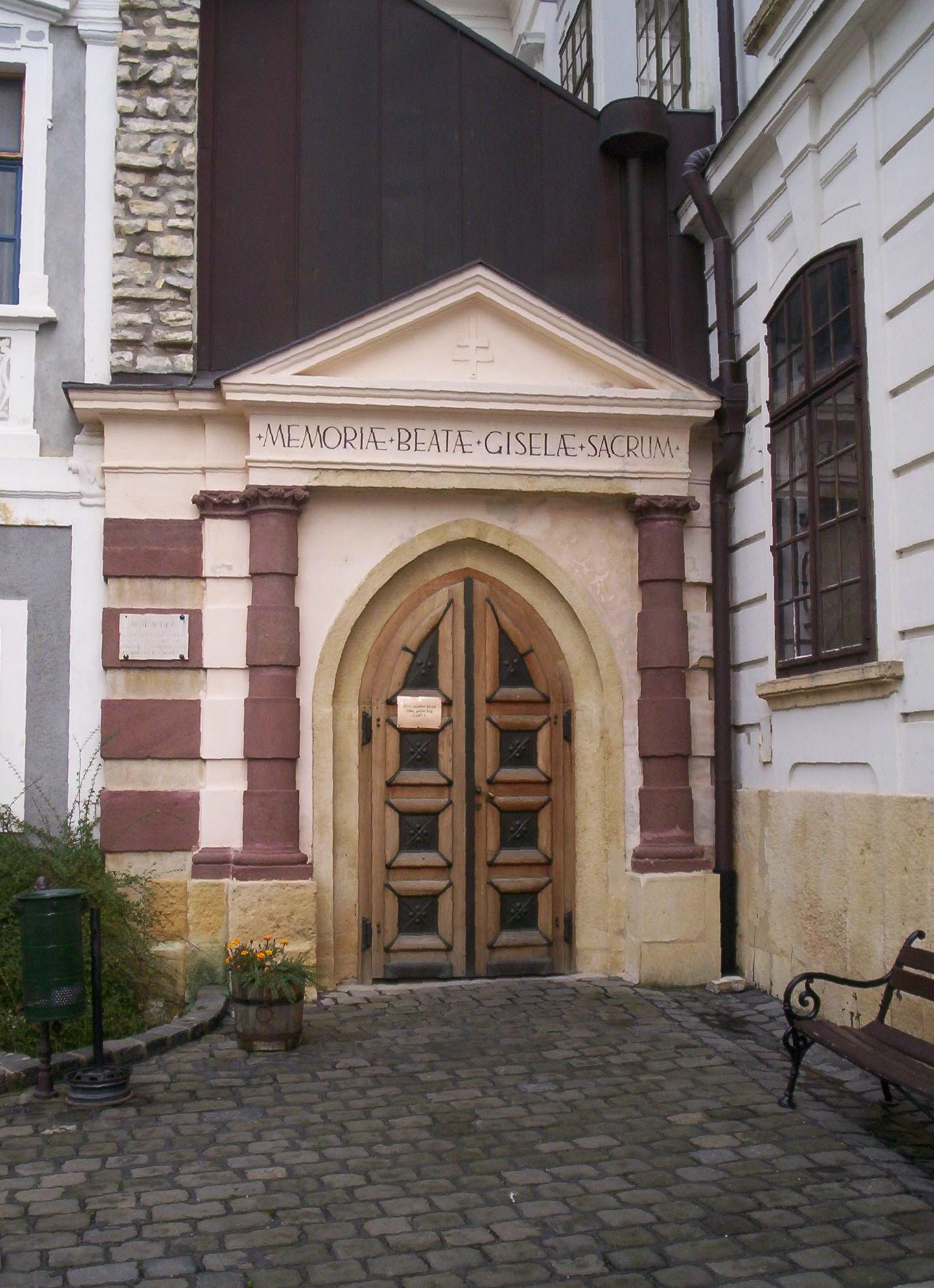
Capella de la beata a Veszprém
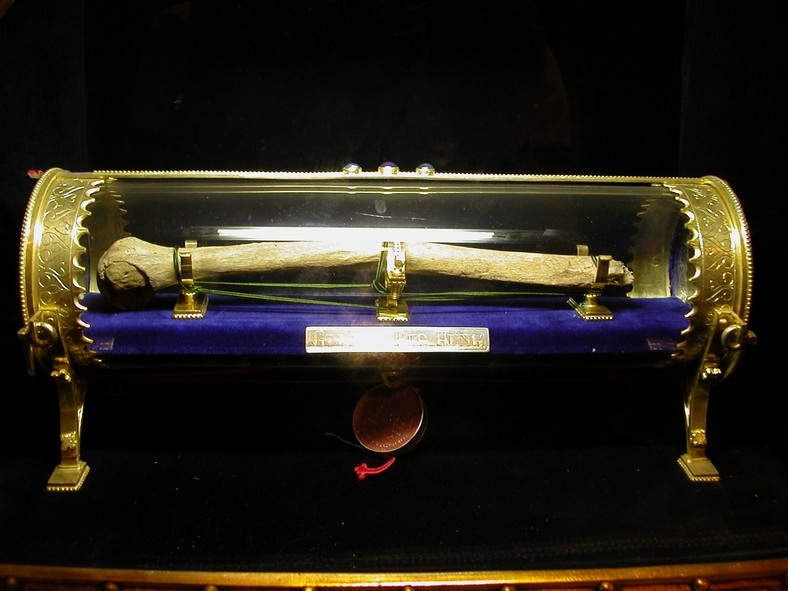
Os de la beata Gisela, a l'església de Veszprém